# Багатовимірний час

Властивості S+T-вимірного простору-часу

Багатовимірний час — гіпотези існування часу з розмірністю T > 1. Ці гіпотези мають певне поширення у фізиці, філософії і фантастиці.

## У фізиці
Спеціальна теорія відносності (СТО) описує простір-час у вигляді псевдоріманового многовиду з одним від'ємним власним значенням метричного тензора, яке відповідає «часоподібному» напрямку. Метрика з кількома від'ємними власними значеннями буде відповідно мати на увазі наявність декількох часових напрямків, тобто час буде багатовимірним, але нині немає консенсусу щодо зв'язку цих додаткових «часів» з часом у звичайному розумінні.
Гіпотези багатовимірного часу висувалися у фізиці двоїсто: як можливий теоретичний опис реальності чи як цікава можливість, що, ймовірно, не має стосунку до відомої природи. Наприклад, Іцхак Барс опублікував роботу «Фізика двовимірного часу», засновану на симетрії SO(10, 2) розширеної структури суперсиметрії М-теорії, яка є найсучаснішим та систематизованим різновидом цієї теорії (див. також F-теорія).
Якщо спеціальна теорія відносності може бути узагальнена на випадок k-вимірного часу (t1, t2, …, tk) і n-вимірного простору (xk+1, xk+2, …, xk+n), то (k + n)-розмірний інтервал, як інваріантний, дає вираз (dsk,n)2 = (cdt1)2 + … + (cdtk)2 − (dxk+1)2 − … − (dxk+n)2. Сигнатура метрики тоді матиме такий вигляд:
{\displaystyle (\underbrace {+,\cdots ,+} _{k},\underbrace {-,\cdots ,-} _{n})} — часово-подібне правило знаків,
або
{\displaystyle (\underbrace {-,\cdots ,-} _{k},\underbrace {+,\cdots ,+} _{n})} — просторово-подібне правило знаків.
Перетворення між двома інерційними системами відліку K і K', які перебувають у стандартній конфігурації (наприклад, перетворення без переведення і/або обертання осі простору в гіперплощині простору і/або поворотів осі часу в гіперплощині часу) виглядають так:
{\displaystyle t'_{\sigma }=\sum _{\theta =1}^{k}\left(\delta _{\sigma \theta }t_{\theta }+{\frac {c^{2}}{v_{\sigma }v_{\theta }}}\beta ^{2}(\zeta -1)t_{\theta }\right)-{\frac {1}{v_{\sigma }}}\beta ^{2}\zeta x_{k+1},}
{\displaystyle x'_{k+1}=-c^{2}\beta ^{2}\zeta \sum _{\theta =1}^{k}{\frac {t_{\theta }}{v_{\theta }}}+\zeta x_{k+1},}
{\displaystyle x'_{\lambda }=x_{\lambda },}
де {\displaystyle \mathbf {v} _{1}=(v_{1},\underbrace {0,\cdots ,0} _{n-1}),} {\displaystyle \mathbf {v} _{2}=(v_{2},\underbrace {0,\cdots ,0} _{n-1}),} {\displaystyle \mathbf {v} _{k}=(v_{k},\underbrace {0,\cdots ,0} _{n-1})} є векторами швидкостей K' проти K, визначають відповідно залежно від розмірів часу t1, t2, …, tk; {\displaystyle \beta ={\frac {1}{\sqrt {\sum _{\mu =1}^{k}{\frac {c^{2}}{v_{\mu }^{2}}}}}};}
{\displaystyle \zeta ={\frac {1}{\sqrt {1-\beta ^{2}}}};}
σ = 1, 2, …, k; λ = k + 2, k + 3, …, k + n. Тут δσθ є символом Кронекера. Ці перетворення є узагальненням перетворення Лоренца у фіксованому просторовому напрямку (xk+1) в ділянці багатовимірного часу і багатовимірного простору.

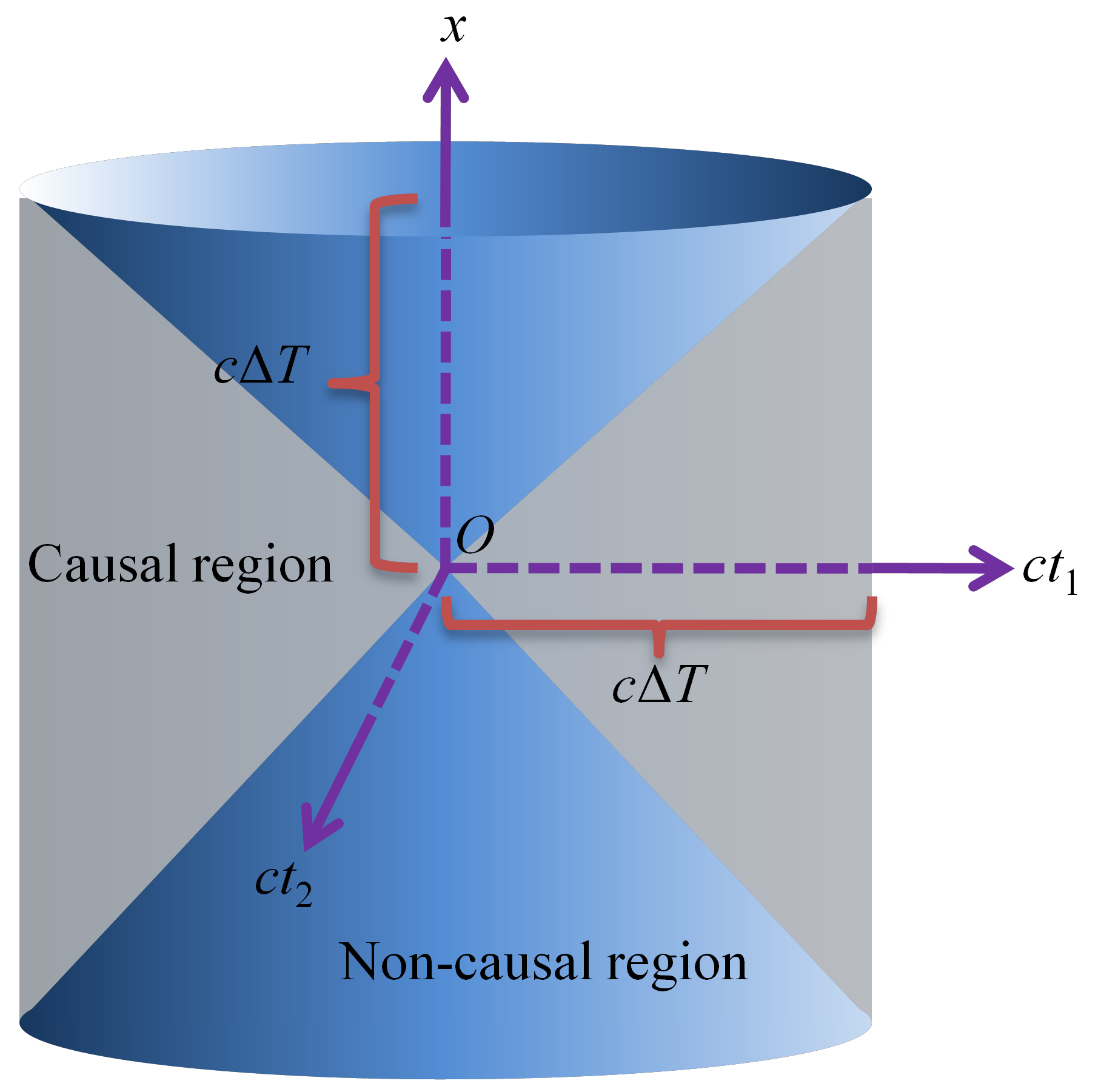
Причинно-наслідкова структура простору-часу з двома часовими вимірами і простором однієї розмірності

Позначимо: {\displaystyle {\frac {dx_{\eta }}{dt_{\sigma }}}=V_{\sigma \eta }}, і {\displaystyle {\frac {dx'_{\eta }}{dt'_{\sigma }}}=V'_{\sigma \eta },} де σ = 1, 2, …, k; η = k + 1, k + 2, …, k + n. Додавання швидкостей потім дасть
{\displaystyle V'_{\sigma (k+1)}={\frac {V_{\sigma (k+1)}\zeta \left(1-\beta ^{2}\sum _{\theta =1}^{k}{\frac {c^{2}}{v_{\theta }V_{\theta (k+1)}}}\right)}{1+{\frac {V_{\sigma (k+1)}}{v_{\sigma }}}\beta ^{2}\left((\zeta -1)\sum _{\theta =1}^{k}{\frac {c^{2}}{v_{\theta }V_{\theta (k+1)}}}-\zeta \right)}},}
{\displaystyle V'_{\sigma \lambda }={\frac {V_{\sigma \lambda }}{1+{\frac {V_{\sigma (k+1)}}{v_{\sigma }}}\beta ^{2}\left((\zeta -1)\sum _{\theta =1}^{k}{\frac {c^{2}}{v_{\theta }V_{\theta (k+1)}}}-\zeta \right)}},}
де σ = 1, 2, …, k; λ = k + 2, k + 3, …, k + n.
Для простоти розглянемо тільки одну просторову розмірність x3 і дві часові розмірності x1 і x2 (тобто, x1 = ct1, x2 = ct2, x3 = x). Припустимо, що в точці O, яка має координати x1 = 0, x2 = 0, x3 = 0, відбулася подія E. Припустимо далі, що з моменту події E пройшов інтервал часу{\displaystyle \Delta T={\sqrt {(\Delta t_{1})^{2}+(\Delta t_{2})^{2}}}\geqslant 0}. Причинно-наслідкова ділянка, пов'язана з подією E, включає себе бічну поверхню прямого кругового конуса {(x1)2 + (x2)2 − (x3)2 = 0}, бічну поверхню прямого кругового циліндра {(x1)2 + (x2)2 = c2 ∆ T2} і внутрішню ділянку, обмежену цими поверхнями, тобто причинно-наслідкова ділянка включає всі точки (x1, x2, x3), для яких виконуються умови:
{(x1)2 + (x2)2 − (x3)2 = 0 і |x3| ⩽ cΔT} або
{(x1)2 + (x2)2 = c2 ∆ T2 і |x3| ⩽ cΔT} або
{(x1)2 + (x2)2 − (x3)2 > 0 і (x1)2 + (x2)2 < c2 ∆ T2}

Проте, сигнатури (1, 3) і (3, 1) фізично еквівалентні, оскільки додатна довжина вектора в просторі Мінковського для часовоподібних інтервалів — це умовність, яка залежить від домовленості про знак метричного тензора. Так, деякі фізики як правило використовують метрику з сигнатурою (+---), що призводить до додатної «довжини» Мінковського для часовоподібних інтервалів і енергії, тоді як просторова відстань буде мати від'ємну «довжину» Мінковського. Релятивісти, однак, як правило дотримуються протилежної конвенції (−+++), що дає для просторової відстані додатну «довжину» Мінковського[джерело?].
Всі всесвіти багатовимірного часу можна розглядати як фрідмони.

### Зв'язок з антропним принципом
Як доказ тривимірності простору (якщо не зважати на можливі виміри непідтвердженої теорії струн) можуть наводитися фізичні наслідки припущення про те, що кількість вимірів відрізняється від трьох просторових плюс одного часового. Цей аргумент виконаний в дусі антропного принципу, і можливо, це перший випадок його використання, нехай і до того, як концепція даного принципу була сформульована повністю.
Неявне уявлення про те, що розмірність існуючого Всесвіту є особливою, вперше висловив Лейбніц, який у «Міркуванні про метафізику» припустив, що «світ відповідає такій моделі, яка є найпростішою в гіпотезі і найбагатшою в явищах».
Макс Тегмарк розглядає гіпотези світів з розмірністю часу T > 1 з точки зору антропного принципу і приходить до висновку про неможливість існування розумного життя в такій моделі світу. В загальному випадку невідома дія фізичних законів у світі з багатовимірним часом. Якщо Т відмінне від 1, поведінку фізичних систем неможливо вивести зі знання відповідних диференціальних рівнянь у частинних похідних — задача Коші для хвильового рівняння стає погано визначеною. Іншими словами, у світі з багатовимірним часом неможливо точно розрахувати поведінку фізичних систем у майбутньому, а будь-який розрахунок фізичних законів буде мати кілька розв'язків — майбутнє такого всесвіту неможливо спрогнозувати. Розумне життя, здатне використовувати технології, в подібному всесвіті не могло б виникнути. Більше того, Тегмарк стверджує, що якщо T > 1, протони і електрони були б нестійкими і могли б розпадатися на більш масивні частинки. (Це не проблема, якщо частинки мають достатньо низьку температуру.) При T > 1 субатомні частинки, які розпадаються протягом певного періоду, поводилися б непередбачувано, геодезична лінія не обов'язково була б максимальною для часу. Випадок світу з розмірністю простору N = 1 і часу T = 3 має цікаву властивість: швидкість світла є нижньою межею швидкості матеріальних тіл, а вся матерія складається з тахіонів.
Тільки в світі з одновимірним часом можна надійно розрахувати стан фізичних систем у майбутньому (у світі без часу такі розрахунки неможливі, а в світі з багатовимірним часом розрахунок майбутнього стану фізичних систем дає кілька варіантів розв'язку). Єдиний варіант одного розв'язку для фізичних рівнянь у світі з багатовимірним часом — це рух спостерігача зі швидкістю світла, коли час для нього взагалі не існує. Тільки світ з тривимірним простором дає достатню стабільність і складність, оскільки в світі з числом вимірів простору менше 3 малоймовірна гравітація і виникають топологічні проблеми, а в світі з числом вимірів простору більше 3 неможливе існування стабільних орбіт (для гравітаційного та електромагнітного полів або інших далекодійних взаємодій). Тому світи з розмірністю часу відмінною від 1 мають нестачу прогнозованості, а світи з розгорнутою розмірністю простору більше 3 — брак стабільності. Таким чином, дотримання антропного принципу виключає будь-які варіанти світу крім N = 3 і Т = 1 (або N = 1 і Т = 3 в інших концепціях).

### Зв'язок з довжиною Планка і швидкість світла
Рух пробної частинки можна описати координатою:
{\displaystyle x^{\mu }={\begin{pmatrix}ct\\r\cdot f\left({\frac {\gamma \tau }{\Lambda }}\right)\\\mathbf {x} \end{pmatrix}}}
що є канонічним (1,3) вектором простору-часу {\displaystyle (ct,\mathbf {x} )^{T}} з {\displaystyle x\in \mathbb {R} ^{3}} розширеним на додаткову часоподібну координату {\displaystyle r\cdot f(\gamma \tau /\Lambda )}. {\displaystyle \tau } тоді другий параметр часу, {\displaystyle r\in \mathbb {R} } описує розмір другого часового виміру і {\displaystyle \gamma } є характеристичною швидкістю, таким чином, еквівалент {\displaystyle c}. {\displaystyle f} описує форму другого часового виміру і {\displaystyle \Lambda \in \mathbb {R} } параметр нормалізації такий, що {\displaystyle \gamma \tau /\Lambda } безрозмірне. Розбиваючи {\displaystyle x^{\mu }=x_{t}^{\mu }+x_{\tau }^{\mu }} з
{\displaystyle x_{t}^{\mu }={\begin{pmatrix}ct\\0\\\eta \mathbf {x} \end{pmatrix}};\ x_{\tau }^{\mu }={\begin{pmatrix}0\\r\cdot f\left({\frac {\gamma \tau }{\Lambda }}\right)\\(1-\eta )\mathbf {x} \end{pmatrix}},\eta \in (0,1)}
і використовуючи метрику {\displaystyle (+,+,-,-,-)}, тоді механіка Лагранжа стає
{\displaystyle L(x,{\dot {x}},x^{\prime },t,\tau )={\frac {r}{\Lambda }}{\sqrt {{\dot {c}}^{2}t^{2}+c^{2}-\eta ^{2}{\dot {\mathbf {x} }}^{2}+2{\dot {c}}ct}}{\sqrt {(\gamma ^{\prime 2}\tau ^{2}+\gamma ^{2}+2\gamma \gamma ^{\prime }\tau )\left(\left.{\frac {df}{dz}}\right|_{z={\frac {\gamma \tau }{\Lambda }}}\right)^{2}-(1-\eta )^{2}\mathbf {x} ^{\prime 2}}}.}
Застосування рівняння Ейлера — Лагранжа дає
{\displaystyle {\frac {d}{dt}}{\frac {\partial L}{\partial {\dot {x}}_{i}}}+{\frac {d}{d\tau }}{\frac {\partial L}{\partial x_{i}^{\prime \ }}}-{\frac {\partial L}{\partial x_{i}}}=0}
Як наслідок цієї моделі було висловлено припущення, що швидкість світла не була постійною в ранній Всесвіту.

## У філософії
1927 року опубліковано есе «Експеримент із часом» Джона Данна. В ньому висувається гіпотеза про існування людини одночасно на двох рівнях: у суб'єктивній течії часу (див. вісь часу) і поза часовою віссю з можливістю одночасно бачити минуле, сьогодення і майбутнє (див. етерналізм). У своїй статті «Нереальність часу» англійський філософ Джон Елліс Мак-Таггарт поділяє час на два ряди: A-серії і B-серії (див. Етерналізм#Аргументи_проти).
Гіпотеза багатовимірного часу також розглядалася в аналітичній філософії.
Англійський філософ Джон Беннет розглядає модель Всесвіту з 6 вимірами: 3 просторовими і 3 часовими (які мають назви «час», «вічність» і «гіпарксис (hyparxis)»). Під часом Джон Беннет розуміє звичний для нас лінійний перебіг подій. До гіперчасу він відносить вічність і гіпарксис, що мають власні, відмінні від часу властивості. Вічність Джон Беннет називає космологічним часом і позачасовим часом. Гіпарксис (від дав.-гр. ὕπαρξις — існування) є станом буття і діє в на рівні квантових процесів. Поєднання часу і вічності дає можливість створення багатоваріантної космології з паралельними всесвітами, які дають великий спектр можливостей. Існування такого часового виміру, як гіпарксис, робить можливим багато науково-фантастичних ідей: подорож у часі, переміщення між паралельними світами та рух швидше від швидкості світла. Хоча ідеї Джона Беннета досить цікаві, але вони засновані на суб'єктивних аспектах сприйняття часу і не мають повністю наукової основи. Також залишається відкритим питання вимірювання цих гіпотетичних часових вимірів.
Для вирішення проблеми суб'єктивного проходження часу, Данн запропонував нескінченну ієрархію вимірів часу, населену аналогічною ієрархією рівнів свідомості. Данн припустив, що в контексті «блокового» простору-часу, модельованого загальною теорією відносності, необхідний інший вимір часу, щоб виміряти швидкість свого просування по власній шкалі часу. Це в свою чергу вимагало рівня свідомого я, який існує на другому рівні часу. Але ті ж самі аргументи потім застосовувалися до цього нового рівня, що вимагає третього рівня, і так далі в нескінченній регресії. В кінці регресії був «чудовий генеральний спостерігач», який існував у вічності. Він опублікував свою теорію щодо віщих снів у своїй книзі Експеримент з часом і продовжив досліджувати її співвідношення з сучасною фізикою в Послідовному Всесвіті (The Serial Universe, 1934). Його нескінченний регрес був розкритикований як логічно помилковий і непотрібний, хоча такі автори, як Прістлі, визнавали можливість його другого часового виміру.

## У фантастиці
- В завершальному романі трилогії «Люди як боги» «Кільце зворотного часу» (1977) Сергій Снєгов вкладає в уста головного героя слова: «В цьому і є моя думка — вирватися з одновимірного, прямолінійного часу в час двовимірний…»[12]
- В романі Роберта Гайнлайна «Число звіра» (1979) Всесвіт має 6 вимірів, з яких 3 часових (позначаються t, τ (тау) і т).
- В романі «Поранене небо» (1983) серіалу «Зоряний шлях» Діани Двейн[ru] фізик Hamalki K t lk стверджує, що час має 3 виміри («початок», «продовження» і «кінець»).
- В тетралогії «Забезпечення» (англ. Ware) (2000) Руді Ракера інопланетна раса метамарсіян походить з області космосу з двомірним часом[13].
- В серії коміксів Sonic the Hedgehog[ru] теорія багатовимірного часу використовується для пояснення зустрічі головного героя Соніка зі своїм злим близнюком Скорджем.